# Лютий 2003
Лютий 2003 — другий місяць 2003 року, що розпочався у суботу 1 лютого та закінчився у п'ятницю 28 лютого.

## Події
- 1 лютого — катастрофа шатлу «Колумбія» (місія STS-107), у ході якої загинуло 7 астронавтів.
- 13 лютого — Motorola оголосила, що випустять мобільний телефон на операційній системі Linux.
- 21 лютого — Майкл Джордан у віці сорока трьох років заробив сорок три очка у грі, ставши першим гравцем, старшим сорока років, що заробив сорок або більше очок за матч.
- 22 лютого — 28-ма церемонія вручення нагород премії «Сезар».
- 26 лютого — Північна Корея випробовує ракети в Японському морі.